# International Standard Bibliographic Description
International Standard Bibliographic Description (Descrição Bibliográfica Internacional Normalizada), conhecida amplamente por ISBD, é um padrão desenvolvido pela International Federation of Library Associations and Institutions (IFLA) para a criação de descrições bibliográficas. A ISBD especifica os elementos necessários para descrição de diversos tipos de documentos (por exemplo, livros, mapas, partituras, gravações de áudio, etc.), a ordem em que estes elementos devem ser registrados e a pontuação utilizada entre os elementos.
Essas regras aplicam-se, em primeiro lugar, às referências bibliográficas
elaboradas pelas agências bibliográficas nacionais, e em segundo lugar aos registos bibliográficos de outras agências de catalogação, quer em forma eletrônica ou impressa.
A ISBD(M) está limitada às publicações editadas principalmente depois de 1881, em que o texto ou as ilustrações são visíveis a olho nu, ou seja, livros impressos, também outra forma em relevo para ser utilizada por pessoas com deficiência visual, como por exemplo, livros em braille.
A ISBD(M) é uma das várias ISBDs publicadas; as outras cobrem as
publicações em série e obras em continuação (ISBD(CR)), recursos eletrônicos (ISBD(ER)), materiais não livro, (ISBD(NBM)), monografias
anteriores a 1801 (ISBD(A)) e música impressa (ISBD(PM)). Todas as ISBDs
são baseadas na ISBD geral (ISBD(G)).

## História
International Standard Bibliographic Description datam de 1969, quando a IFLA Comitê de Catalogação patrocinou um Encontro Internacional de Especialistas de Catalogação. Esta reunião produziu uma resolução que propõe a criação de normas para regularizar a forma e o conteúdo das descrições bibliográficas. Como resultado, a Comissão de Catalogação colocou em movimento o trabalho que finalmente iria fornecer os meios para um aumento considerável na partilha e troca de dados bibliográficos. Este trabalho resultou no conceito da International Standard Bibliographic Description (ISBD).
A primeira das ISBDs foi a Descrição Bibliográfica Internacional Normalizada para monográficas Publicações (ISBD (M)), que apareceu em 1971. Em 1973, este texto foi adotado por um número de bibliografias nacionais e, com traduções do texto original em Inglês em vários outros idiomas, 6 tinham sido tidos em conta por uma série de catalogação e comitês em reformulação nacionais e multinacionais regras para descrição. Comentários dos utilizadores da ISBD (M) levou à decisão de produzir um texto revisto que foi publicado em 1974 como a "edição padrão em primeiro lugar". O bibliográfica Norma Internacional Descrição Serials (ISBD (S)), também foi publicado em 1974.
Em 1975, a Comissão de Coordenação Conjunta para Revisão das Regras de Catalogação Anglo-americano propôs ao Comitê de Catalogação da IFLA que uma descrição padrão internacional geral bibliográfica adequada para todos os tipos de materiais de biblioteca deve ser desenvolvida. A ISBD (G), publicado em 1977, foi o resultado. A ISBD (M) foi então revisado para alinhá-la com a ISBD (G), ea "Primeira edição em norma revisada", foi publicado em 1978.
Outros ISBDs posteriormente apareceram para tipos específicos de materiais: ISBD (CM) para materiais cartográficos, ISBD (NBM) para materiais nonbook, e uma revista ISBD (S) para seriados, foram publicados em 1977; ISBD (A) para idosos, publicações monográficas (antiquário), a ISBD (PM) para música impressa, foram publicadas em 1980.